# Gerichtsamt Schirgiswalde
Das Gerichtsamt Schirgiswalde war in den Jahren zwischen 1856 und 1874 die unterste Verwaltungseinheit und von 1856 bis 1879 nach der Abschaffung der Patrimonialgesetzgebung im Königreich Sachsen Eingangsgericht. Es hatte seinen Amtssitz in der Stadt Schirgiswalde.

## Geschichte
Nach dem Tod des sächsischen Königs Friedrich August II. wurde unter der Regierung von dessen Nachfolger  König Johann nach dem Vorbild anderer Staaten des Deutschen Bundes die Abschaffung der Patrimonialgesetzgebung verordnet. An die Stelle der bisher im Königreich Sachsen in Stadt und Land vorhandenen Gerichte der untersten Instanz traten die zentral gelegenen Bezirksgerichte und Gerichtsämter in nahezu allen größeren Städten. Die Details der Verwaltungsreform regelten das sächsische Gerichtsverfassungsgesetz vom 11. August 1855 und die Verordnung über die Bildung der Gerichtsbezirke vom 2. September 1856.
Stichtag für das Inkrafttreten der neuen Behördenstruktur im Königreich Sachsen war der 1. Oktober 1856. Aufgelöst wurde das Königliche Landgericht Schirgiswalde. Das neu gebildete Gerichtsamt Schirgiswalde unterstand dem Bezirksgericht Budissin. Sein Gerichtsbezirk umfasste Schirgiswalde, Bederwitz, Callenberg mit Neucallenberg, Carlsberg, Carlsruhe, Cosul im Gebirge, Crostau (Ober- und Nieder-), Ellersdorf, Eulowitz (Nieder-, Ober- und Neu-), Hainitz, Halbendorf im Gebirge, Irgersdorf, Kleinkunitz, Kleinpostwitz, Kirschau, Mittelsohland an der Spree mit Äußerstmittelsohland und Pfarrlehn Wiedemuth, Neuschirgiswalde, Niedersohland an der Spree mit Neusorge, Obersohland an der Spree mit Oberhof und Neudörfchen, Petersbach bei Schirgiswalde, Postwitz (Groß), Rodewitz, Scheidenbach (Alt-), Sonnenberg, Sora, Steinigtwolmsdorf, Suppo, Tautewalde, Wehrsdorf, Weifa, Wendischsohland mit Neuscheidenbach und Wilthen. 1874 wurden Hainitz und Postwitz dem Gerichtsamt Bautzen übertragen, der Ort Wurbis kam vom Gerichtsamt Neusalza zum Gerichtsamt Schirgiswalde.
Nach der Neustrukturierung der Gerichtsorganisation gemäß dem Gesetz über die Organisation der Behörden für die innere Verwaltung vom 21. April 1873 gingen die Verwaltungsbefugnisse der Gerichtsämter 1874 auf die umgestalteten bzw. neu gebildeten Amtshauptmannschaften über.
Seitdem das bisherige königliche Gericht als königliches Gerichtsamt bezeichnet wurde, führte sein Vorstand den Titel Gerichtshauptmann.
Die Verwaltungsaufgaben des Gerichtsamtes Schirgiswalde wurden im Zuge der Neustrukturierung der sächsischen Gerichtsorganisation gemäß dem Gesetz über die Organisation der Behörden für die innere Verwaltung vom 21. April 1873 in die im Jahre 1874 neugeschaffene Amtshauptmannschaft Bautzen mit Sitz in der Stadt Budissin integriert.
Das Gerichtsamt Schirgiswalde wurde 1879 auf Grund des Gesetzes über die Bestimmungen zur Ausführung des Gerichtsverfassungsgesetzes im Deutschen Reich vom 27. Januar 1877 und des Gesetzes über die Zuständigkeit der Gerichte in Sachen der nichtstreitigen Gerichtsbarkeit vom 1. März 1879 durch das neu gegründete Amtsgericht Schirgiswalde abgelöst.

## Gerichtsgebäude
Das Gerichtsamt nutzte das 1839 erbaute Gebäude des königlichen Gerichts (Hauptstraße 7). Es handelt sich um zwei stattliche, dreigeschossige, massive Häuser (das obere etwas älter) mit Walmdächern, klassizistische Architektur und Anlage. Es ist ortsgeschichtlich und baugeschichtlich von Bedeutung und steht daher unter Denkmalschutz.